# Milagros del Corral
Milagros del Corral Beltrán, née en 1945 à Madrid, est une bibliothécaire espagnole. Elle a en particulier occupé les fonctions de directrice générale de la Bibliothèque nationale d'Espagne (en espagnol : Biblioteca Nacional de España) entre septembre 2007 et avril 2010.

## Biographie
Milagros de Corral Beltrán travaille d'abord en tant que bibliothécaire d'État. Elle devient secrétaire générale de la Fédération espagnole des éditeurs (1983-1990), puis adjointe au directeur général pour la Culture au siège de l'UNESCO à Paris (1990-2005).

## Reconnaissance
Décorations
Milagros de Corral est nommée en 1980 commandeur de l'Ordre du Mérite civil par le roi Juan Carlos Ier d'Espagne. Elle est la première femme à obtenir ce grade de l'Ordre.
Membre d'honneur
- Elle est membre honoraire de plusieurs institutions, notamment l'Institut interméricain de droit d'auteur (IIDA)[2], le Comité Hyogo-Kobe au Japon et de Aid to Artisans (en).
- Nationalité colombienne d'honneur et citoyenne d'honneur de Popayan, Colombie.

Prix
- ARDE 2010 prix du meilleur leadership numérique (2010) (Espagne).